# Maboun
Maboun ou Maboum est un village de la région du Centre du Cameroun, situé dans la commune de Makak. 

## Population et développement
En 1962, la population de Maboun était de 174 habitants. La population de Maboun était de 59 habitants dont 30 hommes et 29 femmes, lors du recensement de 2005.     